# Уцумуев, Мухтарутдин Дадашевич
Мухтарутдин (Мухтар) Дадашевич Уцумуев (23 февраля 1958, пгт. Тарки, Махачкала, Дагестанская АССР, РСФСР, СССР) — советский и российский тренер по вольной борьбе, Заслуженный тренер России (12.04.2001)

## Биография
По национальности — кумык. Являлся чемпионом СССР и РСФСР по среди молодежи. Окончил Дагестанский государственный педагогический институт по специальности физическое воспитание. Заслуженный тренер России. Старший тренер молодежной сборной Дагестана. В начале 2020 года, был награжден медалью  «20-летие разгрома международных бандформирований» и медалью «Участник боевых действий на Северном Кавказе».

## Достижения и награды
- Заслуженный тренер России (2001);
- Юбилейная медаль «20 лет разгрома международных бандформирований» (2020);
- Медаль «Участник боевых действий на Северном Кавказе» (2020);

## Известные воспитанники
- Шамсутдинов, Казбек — бронзовый призёр чемпионата России;